# Pseudagrion hageni
Pseudagrion hageni é uma espécie de libelinha da família Coenagrionidae.
Pode ser encontrada nos seguintes países: Angola, Quénia, Malawi, Moçambique, África do Sul, Tanzânia, Uganda, Zâmbia, Zimbabwe, possivelmente Burundi e possivelmente em República do Congo.
Os seus habitats naturais são: florestas subtropicais ou tropicais húmidas de baixa altitude e rios.